# Giovanni Battista Polleri
Giovanni Battista Polleri (Gènova, 28 de juny de 1855 - idm. 11 d'octubre de 1923) fou un compositor italià.
Fill d'un violinista, també seguí la carrera musical, i als vint-i-dos anys marxà cap Amèrica, on es dedicà a l'ensenyança de la música fins al 1894. De retorn a la seva ciutat natal assolí la plaça d'organista en una de les esglésies genoveses, i el 1898 se'l nomenà director del Conservatori de Gènova.
Polleri va compondre diverses peces per a orgue com: Ecce panis angelorum; Fantasy in F major; O sacrum convivium; Prelude in D minor i Preludio, etc. A més de música vocal de caràcter religiós (misses, motets, etc.), obres per a piano a dues i quatre mans, i algunes altres produccions.